# Friedrich Nausea
Friedrich Grau, soprannominato Nausea (Waischenfeld, 1496 – Trento, 6 febbraio 1552), è stato un vescovo cattolico tedesco.

## Biografia
Friedrich Grau, detto Nausea, frequentò in gioventù la scuola di Zwickau, e proseguì all'Università di Lipsia a partire dal 1514, dal quale uscì con il titolo di "Magister" e con il baccellierato. Dal 1517 fu insegnante a Bamberga. Il vescovo Georg III Schenk von Limpurg e il Gran Maestro Johann von Schwarzenberg, riconosciute le sue spiccate doti, gli favorirono gli studi inviandolo a studiare alle università di Padova e Siena. Nel 1523 ottenne il dottorato in giurisprudenza. Nel 1524 accompagnò Lorenzo Campeggi alla Dieta di Norimberga ed alla Convenzione di Ratisbona, distinguendosi tra gli accaniti promotori per indurre Filippo Melantone a ritornare in seno alla Chiesa cattolica.
Alla fine del 1525 divenne predicatore della cattedrale di Magonza, divenendo ministro del culto anche a Francoforte sul Meno. Nel 1533 ricevette la laurea in teologia  dall'Università di Siena. A partire dal 1534 fu Predicatore personale di Ferdinando I d'Asburgo e nel 1538 divenne vescovo coadiutore di Vienna,  succedendo nel 1541 al vescovo Johann Fabri e venendo consacrato nello stesso anno sacerdote e vescovo.
Opposto ai protestanti, tenne comunque nei loro confronti un atteggiamento tollerante, dimostrandosi estremamente moderno nel promuovere per la Messa la lingua del popolo al posto del latino, per rendere maggiormente comprensibile la celebrazione eucaristica da parte dei fedeli, favorendo anche l'operato dei laici nella vita della diocesi e battendosi per l'abolizione del celibato del clero. A partire dal 1551 prese parte al Concilio di Trento, durante il quale morì l'anno successivo.

## Opere
Valente teologo, Friedrich Nausea compose anche alcune opere di successo, con un chiaro gusto controriformistico molto in voga nella letteratura ecclesiastica cinquecentesca. Tra le opere più famose si ricordano:
- Centuriae homiliarum Colonia, 1530
- Catechismus catholicus Colonia, 1543
- Rerum conciliarum libri V Colonia, 1538